# Mengenlehre
Die Mengenlehre ist ein grundlegendes Teilgebiet der Mathematik, das sich mit der Untersuchung von Mengen, also von Zusammenfassungen von Objekten, beschäftigt. Die gesamte Mathematik, wie sie üblicherweise gelehrt wird, ist in der Sprache der Mengenlehre formuliert und baut auf den Axiomen der Mengenlehre auf. Die meisten mathematischen Objekte, die in Teilbereichen wie Algebra, Analysis, Geometrie, Stochastik oder Topologie behandelt werden, können als Mengen definiert werden. Gemessen daran ist die Mengenlehre eine recht junge Wissenschaft; erst nach der Überwindung der Grundlagenkrise der Mathematik im frühen 20. Jahrhundert konnte die Mengenlehre ihren heutigen, zentralen und grundlegenden Platz in der Mathematik einnehmen.

## Geschichte

### 19. Jahrhundert

Beispiel einer Menge als gedankliche Zusammenfassung bestimmter Objekte

Die Mengenlehre wurde von Georg Cantor in den Jahren 1874 bis 1897 begründet. Statt des Begriffs Menge benutzte er anfangs Wörter wie „Inbegriff“ oder „Mannigfaltigkeit“; von Mengen und Mengenlehre sprach er erst später. 1895 formulierte er folgende Mengendefinition:

„Unter einer ‚Menge‘ verstehen wir jede Zusammenfassung M von bestimmten wohlunterschiedenen Objekten m unserer Anschauung oder unseres Denkens (welche die ‚Elemente‘ von M genannt werden) zu einem Ganzen.“

Hierbei ist der Begriff von einem Ganzen von zentraler Bedeutung. Die Zusammenfassbarkeit zu einem solchen Ganzen unterscheidet bei Cantor die inkonsistenten von den konsistenten Vielheiten – den „Mengen“. In einem Brief an Richard Dedekind vom 28. Juli 1899 schrieb Cantor:

„Eine Vielheit kann nämlich so beschaffen sein, daß die Annahme eines ‚Zusammenseins‘ aller ihrer Elemente auf einen Widerspruch führt, so daß es unmöglich ist, die Vielheit als Einheit, als ‚ein fertiges Ding‘ aufzufassen. Solche Vielheiten nenne ich absolut unendliche oder inkonsistente Vielheiten. […] Wenn hingegen die Gesamtheit der Elemente einer Vielheit ohne Widerspruch als ‚zusamenseiend‘ gedacht werden kann, so daß ihr Zusammengefaßtwerden zu ‚einem Ding‘ möglich ist, nenne ich sie konsistente Vielheit oder eine ‚Menge‘.“

Es genügte für Cantor nicht, dass ein System bestimmte wohldefinierte Objekte umfasst, damit es schon in ein Ganzes zusammenfassbar war, die Zusammenfassbarkeit musste dem System von sich aus gegeben sein, um als Menge gemäß seiner Definition aufgefasst zu werden. Dazu schrieb er in einem weiteren Brief an Richard Dedekind vom 31. August 1899 über das „völlig bestimmte wohldefinierte“ System „S aller denkbaren Klassen“ (ebenda):

„Ich behaupte daß das völlig bestimmte wohldefinierte System S keine ‚Menge‘ ist. […] Es gibt also bestimmte Vielheiten, die nicht zugleich Einheiten sind, d. h. solche Vielheiten, bei denen ein reales ‚Zusammensein aller ihrer Elemente‘ unmöglich ist. Diese sind es, welche ich ‚inkonsistente Systeme‘, die anderen aber ‚Mengen‘ nenne.“

Im Gegensatz zur heute oft angetroffenen Vorstellung, dass Cantors Mengenlehre keine sogenannte axiomatische Mengenlehre sei, gar einer naiven Mengenlehre gleichkomme, gründete Cantor seine Mengenlehre streng auf ein Axiom, nämlich obige Definition der Menge. Er betrachtete seine Definition (beliebiger) Mengen als Erweiterung einer Definition endlicher Mengen, die selbst schon eine „einfache, unbeweisbare Wahrheit“ (siehe unten), mithin ein Axiom sei. Dazu schrieb er in einem Brief an Richard Dedekind vom 28. August 1899:

„Die Tatsache der ‚Konsistenz‘ endlicher Vielheiten ist eine einfache, unbeweisbare Wahrheit, es ist ‚Das Axiom der Arithmetik‘ (im alten Sinne des Wortes). Und ebenso ist die ‚Konsistenz‘ der [weitergefassten – Anm. d. Verf.] Vielheiten […] ‚das Axiom der erweiterten transfiniten Arithmetik‘.“

Cantor klassifizierte die Mengen, insbesondere die unendlichen, nach ihrer Mächtigkeit. Für endliche Mengen ist das die Anzahl ihrer Elemente. Er nannte zwei Mengen gleichmächtig, wenn sie sich bijektiv aufeinander abbilden lassen, das heißt, wenn es eine Eins-zu-eins-Beziehung zwischen ihren Elementen gibt. Die so definierte Gleichmächtigkeit ist eine Äquivalenzrelation und die Mächtigkeit oder Kardinalzahl einer Menge M ist nach Cantor die Äquivalenzklasse der zu M gleichmächtigen Mengen. Er beobachtete wohl als Erster, dass es verschiedene unendliche Mächtigkeiten gibt. Die Menge der natürlichen Zahlen und alle dazu gleichmächtigen Mengen heißen nach Cantor abzählbar, alle anderen unendlichen Mengen heißen überabzählbar.
Wichtige Ergebnisse von Cantor
- Die Mengen der natürlichen, der rationalen (Cantors erstes Diagonalargument) und der algebraischen Zahlen sind abzählbar und damit gleichmächtig.
- Die Menge der reellen Zahlen hat größere Mächtigkeit als die der natürlichen Zahlen, ist also nichtabzählbar (Cantors zweites Diagonalargument).
- Die Menge aller Untermengen einer Menge M (ihre Potenzmenge) hat stets größere Mächtigkeit als M, das ist als Satz von Cantor bekannt.
- Von je zwei Mengen ist mindestens eine gleichmächtig zu einer Untermenge der anderen. Das wird mit Hilfe der von Cantor ausführlich behandelten Wohlordnung bewiesen.
- Es gibt überabzählbar viele Mächtigkeiten.

Cantor benannte das Kontinuumproblem: „Gibt es eine Mächtigkeit zwischen derjenigen der Menge der natürlichen Zahlen und derjenigen der Menge der reellen Zahlen?“ Er selbst versuchte es zu lösen, blieb aber erfolglos. Später stellte sich heraus, dass die Frage grundsätzlich nicht entscheidbar ist. Neben Cantor war Richard Dedekind ein wichtiger Wegbereiter der Mengenlehre. Er sprach von Systemen statt von Mengen und entwickelte 1872 eine mengentheoretische Konstruktion der reellen Zahlen und 1888 eine verbale mengentheoretische Axiomatisierung der natürlichen Zahlen. Er formulierte hier als erster das Extensionalitätsaxiom der Mengenlehre.
Giuseppe Peano, der Mengen als Klassen bezeichnete, schuf bereits 1889 den ersten formalen Klassenlogik-Kalkül als Basis für seine Arithmetik mit den Peano-Axiomen, die er erstmals in einer präzisen mengentheoretischen Sprache formulierte. Er entwickelte damit die Grundlage für die heutige Formelsprache der Mengenlehre und führte viele gebräuchliche Symbole ein, vor allem das Elementzeichen {\displaystyle \in }, das als „ist Element von“ verbalisiert wird. Dabei ist {\displaystyle \in } der kleine Anfangsbuchstabe ε (Epsilon) des Wortes ἐστί (griechisch „ist“).
Eine andere mengentheoretische Begründung der Arithmetik versuchte Gottlob Frege wenig später in seinem Kalkül von 1893. In diesem entdeckte Bertrand Russell 1902 einen Widerspruch, der als Russellsche Antinomie bekannt wurde. Dieser Widerspruch und auch andere entstehen aufgrund einer uneingeschränkten Mengenbildung, weshalb die Frühform der Mengenlehre später als naive Mengenlehre bezeichnet wurde. Cantors Mengendefinition beabsichtigt aber keine solche naive Mengenlehre, wie sein Beweis der Allklasse als Nichtmenge durch die zweite Cantorsche Antinomie belegt.
Cantors Mengenlehre wurde von seinen Zeitgenossen in ihrer Bedeutung kaum erkannt und keineswegs als revolutionärer Fortschritt angesehen, sondern stieß bei manchen Mathematikern, etwa bei Leopold Kronecker, auf Ablehnung. Noch mehr geriet sie in  Misskredit, als Antinomien bekannt wurden, so dass etwa Henri Poincaré spottete: „Die Logik ist gar nicht mehr steril – sie zeugt jetzt Widersprüche.“ Post mortem jedoch bezeichnete einer der – damals wie heute – berühmtesten Mathematiker, David Hilbert, Cantors Mengenlehre überschwänglich als Cantors „Paradies“.

### 20. Jahrhundert
Im 20. Jahrhundert setzten sich Cantors Ideen immer mehr durch; gleichzeitig vollzog sich innerhalb der sich entwickelnden Mathematischen Logik eine weitere Axiomatisierung der Mengenlehre, mittels derer zuvor herrschende Widersprüche in nach Cantor folgenden Versuchen einer kleinteiligeren Axiomatisierung überwunden werden konnten.
1903/1908 entwickelte Bertrand Russell seine Typentheorie, in der Mengen stets einen höheren Typ als ihre Elemente haben, damit problematische Mengenbildungen unmöglich würden. Er wies den ersten Ausweg aus den Widersprüchen und zeigte in den Principia Mathematica von 1910–1913 auch ein Stück der Leistungsfähigkeit der angewandten Typentheorie. Letztlich erwies sie sich aber als unzulänglich für Cantors Mengenlehre und konnte sich wegen ihrer Kompliziertheit nicht durchsetzen.
Handlicher und erfolgreicher war dagegen die von Ernst Zermelo 1907 entwickelte axiomatische Mengenlehre, die er gezielt zur Begründung der Mengenlehre von Cantor und Dedekind schuf. Abraham Fraenkel bemerkte 1921, dass dazu zusätzlich sein Ersetzungsaxiom nötig sei. Zermelo fügte es in sein Zermelo-Fraenkel-System von 1930 ein, das er kurz ZF-System nannte. Er konzipierte es auch für Urelemente, die keine Mengen sind, aber als Mengenelemente in Frage kommen und Cantors „Objekte unserer Anschauung“ einkalkulieren. Die heutige Zermelo-Fraenkel-Mengenlehre ist dagegen nach Fraenkels Vorstellung eine reine Mengenlehre, deren Objekte ausschließlich Mengen sind.
Da das Zermelo-Fraenkel-System von 1930 auch das Auswahlaxiom enthält (englisch „Axiom of Choice“), wird es als ZFC bezeichnet und mit ZF das Axiomensystem, welches das Auswahlaxiom nicht enthält.
Viele Mathematiker setzten aber statt auf eine konsequente Axiomatisierung auf eine pragmatische Mengenlehre, die Problem-Mengen mied, so etwa die oft aufgelegten Mengenlehren von Felix Hausdorff ab 1914 oder von Erich Kamke ab 1928.
Nach und nach wurde es immer mehr Mathematikern bewusst, dass die Mengenlehre eine unentbehrliche Grundlage für die Strukturierung der Mathematik ist. Das ZFC-System bewährte sich in der Praxis, weshalb es als Basis der modernen Mathematik von der Mehrheit der Mathematiker anerkannt ist; keinerlei Widersprüche konnten mehr aus dem ZFC-System abgeleitet werden.
Die Widerspruchsfreiheit konnte allerdings nur für die Mengenlehre mit endlichen Mengen nachgewiesen werden, aber nicht für das komplette ZFC-System, das Cantors Mengenlehre mit unendlichen Mengen enthält; nach Gödels zweitem Unvollständigkeitssatz von 1931 ist ein solcher Nachweis der Widerspruchsfreiheit innerhalb der Mengenlehre prinzipiell nicht möglich. Gödels Entdeckungen setzten aber nur Hilberts Programm, Mathematik und Mengenlehre auf eine nachweislich widerspruchsfreie axiomatische Basis zu stellen, eine Grenze, hinderten den Erfolg der Mengenlehre jedoch in keiner Weise, so dass von einer „Grundlagenkrise der Mathematik“, von der Anhänger des Intuitionismus sprachen, in Wirklichkeit nichts zu spüren war.
Die endgültige Anerkennung der ZFC-Mengenlehre in der Praxis zog sich allerdings noch über längere Zeit hin. Die Mathematiker-Gruppe mit Pseudonym Nicolas Bourbaki trug wesentlich zu dieser Anerkennung bei; sie wollte die Mathematik auf Basis der Mengenlehre einheitlich neu darstellen und setzte dies ab 1939 in zentralen Mathematikgebieten erfolgreich um. In den 1960er-Jahren wurde es dann allgemein bekannt, dass sich die ZFC-Mengenlehre als Grundlage der Mathematik eignet. Es gab sogar einen vorübergehenden Zeitraum, in dem die Mengenlehre in der Grundschule behandelt wurde.
Parallel zur Erfolgsgeschichte der Mengenlehre blieb jedoch die Diskussion der Mengenaxiome in der Fachwelt aktuell. Es entstanden auch alternative axiomatische Mengenlehren, etwa 1937 die sich nicht an Cantor oder Zermelo-Fraenkel, sondern an der Typentheorie orientierende Mengenlehre von Willard Van Orman Quine aus dessen New Foundations (NF), 1940 die Neumann-Bernays-Gödel-Mengenlehre, die ZFC auf Klassen verallgemeinert, oder 1955 die Ackermann-Mengenlehre, die neu an Cantors Mengendefinition anknüpfte.

## Definitionen

ist eine (echte) Teilmenge von

Schnittmenge von und

Vereinigungsmenge von und

Symmetrische Differenz von und

In der reinen Mengenlehre ist das Elementprädikat {\displaystyle \in } (sprich ist Element von) die einzige notwendige Grundrelation. Alle mengentheoretischen Begriffe und Aussagen werden aus ihr mit logischen Operatoren der Prädikatenlogik definiert.
Aufzählende Notation
Die Elemente einer Menge werden durch die Mengenklammern { und } zu einem Ganzen, der Menge, zusammengefasst.
Die Menge, welche aus den Elementen {\displaystyle x_{1}} bis {\displaystyle x_{n}} besteht, enthält das Element {\displaystyle a} genau dann, wenn {\displaystyle a} mit einem der {\displaystyle x_{k}} übereinstimmt. Formal:
{\displaystyle a\in \{x_{1},\dotsc ,x_{n}\}:\Longleftrightarrow a=x_{1}\vee a=x_{2}\vee \dotsb \vee a=x_{n}}
Z. B. ist die Aussage
{\displaystyle a\in \{1,2,3,4\}}
äquivalent zur Aussage
{\displaystyle a=1\vee a=2\vee a=3\vee a=4.}
Beschreibende Notation
Die Menge der {\displaystyle x}, für die das Prädikat {\displaystyle P(x)} gilt, enthält ein Element {\displaystyle a} genau dann, wenn das Prädikat auf {\displaystyle a} zutrifft. Formal:
{\displaystyle a\in \{x\mid P(x)\}:\Longleftrightarrow P(a)}
Zu dieser unbeschränkten Beschreibung gibt es auch eine beschränkte Variante:
{\displaystyle \{x\in M\mid P(x)\}:=\{x\mid (x\in M)\wedge P(x)\}}
Oft kommt auch die Kurzschreibweise
{\displaystyle \{f(x)\mid P(x)\}:=\{y\mid \exists x\,(y=f(x)\wedge P(x))\}}
vor, wobei mit {\displaystyle f(x)} ein Funktionsterm gemeint ist.
Entsprechend der Definition der Gleichheit von zwei Mengen lässt sich die Aussage
{\displaystyle A=\{x\mid P(x)\}}
jetzt in den logischen Ausdruck
{\displaystyle \forall x(x\in A\leftrightarrow P(x))}
auflösen.
Teilmenge 

Eine Menge {\displaystyle A} heißt Teilmenge einer Menge {\displaystyle B}, wenn jedes Element von {\displaystyle A} auch Element von {\displaystyle B} ist. Formal:
{\displaystyle A\subseteq B\ :\Longleftrightarrow \forall x\left(x\in A\,\rightarrow x\in B\right)}
Leere Menge

Die Menge, die kein Element enthält, heißt leere Menge. Sie wird mit {\displaystyle \emptyset } oder auch {\displaystyle \{\}} bezeichnet.
{\displaystyle A=\emptyset :\Longleftrightarrow \forall x(\neg \,x\in A)}
Für die Negation {\displaystyle \neg \,x\in A} schreibt man kürzer {\displaystyle x\notin A}.
Schnittmenge 
Gegeben ist eine nichtleere Menge {\displaystyle U} von Mengen. Die Schnittmenge (auch Durchschnittsmenge) von {\displaystyle U} ist die Menge der Objekte, die in jedem Element von {\displaystyle U} – das ist jeweils wiederum eine Menge – enthalten sind. Formal:
{\displaystyle \bigcap U:=\{x\mid \forall a\in U\colon x\in a\}}
Speziell für zweielementiges {\displaystyle U=\{A,B\}} schreibt man {\displaystyle A\cap B=\bigcap \{A,B\}}.
Wenn {\displaystyle (A_{i})_{i\in I}} eine Familie von Mengen mit nichtleerer Indexmenge {\displaystyle I} ist, dann ist die Schnittmenge
{\displaystyle \bigcap _{i\in I}A_{i}:=\{x\mid \forall i\in I\colon x\in A_{i}\}\;.}
{\displaystyle \bigcap \emptyset } bzw. {\displaystyle \bigcap _{i\in I}A_{i}} für {\displaystyle I=\emptyset } ist im Allgemeinen nicht definiert. Wenn in einem speziellen Kontext alle betrachteten Elemente zu einer fixierten Grundmenge {\displaystyle \Omega } gehören und alle betrachten Mengen Teilmengen von {\displaystyle \Omega } sind, ist {\displaystyle I=\emptyset } zulässig und es gilt {\displaystyle \bigcap _{i\in \emptyset }A_{i}=\Omega }.
Vereinigungsmenge 
Dies ist der zur Schnittmenge duale Begriff: Die Vereinigungsmenge einer (nicht notwendigerweise nichtleeren) Menge {\displaystyle U} von Mengen ist die Menge der Objekte, die in mindestens einem Element von {\displaystyle U} enthalten sind. Formal:
{\displaystyle \bigcup U:=\{x\mid \exists a\in U\colon x\in a\}}
Speziell für zweielementiges {\displaystyle U=\{A,B\}} schreibt man {\displaystyle A\cup B=\bigcup \{A,B\}}.
Wenn {\displaystyle (A_{i})_{i\in I}} eine Familie von Mengen mit Indexmenge {\displaystyle I} ist, dann ist die Vereinigungsmenge
{\displaystyle \bigcup _{i\in I}A_{i}:=\{x\mid \exists i\in I\colon x\in A_{i}\}\;.}
Gleichheit von Mengen
Zwei Mengen heißen gleich, wenn sie dieselben Elemente enthalten.
Diese Definition bezeichnet die Extensionalität und damit die grundlegende Eigenschaft von Mengen. Formal:
{\displaystyle A=B:\Longleftrightarrow \forall x\left(x\in A\leftrightarrow x\in B\right)}
Differenz und Komplement 
Die Bildung der Differenzmenge wird nur bezüglich zweier Mengen definiert:
Die Differenzmenge (auch Restmenge) von {\displaystyle A} und {\displaystyle B} (umgangssprachlich auch A ohne B, s. Abb.) ist die Menge der Elemente, die in {\displaystyle A}, aber nicht in {\displaystyle B} enthalten sind. Formal:
{\displaystyle A\setminus B:=\{x\mid \left(x\in A\right)\land \left(x\not \in B\right)\}}
Man nennt diese Differenzmenge auch Komplement von B in Bezug auf A.
Führt man diese Mengenbildung innerhalb einer Grundmenge X durch, so hat man hier die Komplementärmenge von {\displaystyle B} (bezüglich X), also
{\displaystyle B^{\complement }:=X\setminus B}
und dabei hat man {\displaystyle A\setminus B=A\cap B^{\complement }}. Sofern A mit dieser Grundmenge zusammenfällt und damit B eine Teilmenge von A ist, dann gilt gerade {\displaystyle A\setminus B=B^{\complement }}.
Symmetrische Differenz 
Die symmetrische Differenz ergibt sich mittels Anwendung der Differenzbildung:
{\displaystyle A\triangle B:=\{x\mid \left(x\in A\,\land \,x\not \in B\right)\lor \left(x\in B\,\land \,x\not \in A\right)\}=(A\cup B)\setminus (A\cap B)=(A\setminus B)\cup (B\setminus A)}
Potenzmenge

Die Potenzmenge {\displaystyle {\mathcal {P}}(A)} einer Menge {\displaystyle A} ist die Menge aller Teilmengen von {\displaystyle A}:
{\displaystyle {\mathcal {P}}(A):=\{X\mid X\subseteq A\}}
Die Potenzmenge einer Menge {\displaystyle A} enthält immer die leere Menge und die Menge {\displaystyle A} selbst. Somit ist {\displaystyle {\mathcal {P}}(\emptyset )=\{\emptyset \}}, also eine einelementige Menge.
Geordnetes Paar
Auch der Begriff des geordneten Paares {\displaystyle (a,b)} wird auf {\displaystyle \in } zurückgeführt. Da es beim geordneten Paar auf die Reihenfolge ankommt, muss es irgendwie gelingen, das {\displaystyle a} vor dem {\displaystyle b} auszuzeichnen. Üblicherweise verwendet man die auf Kuratowski zurückgehende Definition:
{\displaystyle (a,b):=\{\{a\},\{a,b\}\}}
{\displaystyle (a,b)} ist also eine Menge von zwei Mengen, und sind {\displaystyle a} und {\displaystyle b} verschieden (nur dann muss man eine Reihenfolge festlegen), so ist {\displaystyle a} dasjenige Element, das in beiden Mengen vorkommt, kurz {\displaystyle a=\bigcap \bigcap (a,b)}.
Kartesisches Produkt
Die Produktmenge oder das kartesische Produkt, in älterer Terminologie auch Verbindungsmenge oder Produkt zweiter Art, soll hier ebenfalls zunächst als Verknüpfung von zwei Mengen definiert werden:
Die Produktmenge von {\displaystyle A} und {\displaystyle B} ist die Menge aller geordneten Paare, deren erstes Element aus {\displaystyle A} und deren zweites Element aus {\displaystyle B} ist; formal:
{\displaystyle A\times B:=\left\{(a,b)\mid a\in A\land b\in B\right\}}
Relationen und Funktionen
Eine Relation {\displaystyle R} zwischen {\displaystyle A} und {\displaystyle B} ist eine Teilmenge {\displaystyle R\subset A\times B}.
Eine Funktion {\displaystyle f} von {\displaystyle A} nach {\displaystyle B}, in Zeichen {\displaystyle f\colon A\rightarrow B}, ist eine Relation {\displaystyle f\subset A\times B} mit
{\displaystyle \forall a\,(a\in A\rightarrow \exists b\,(b\in B\land (a,b)\in f))}    (d. h., zu jedem {\displaystyle a\in A} gibt es mindestens einen Funktionswert) und
{\displaystyle \forall a\,\forall b\,\forall c\,(((a,b)\in f\land (a,c)\in f)\rightarrow b=c)}    (d. h., zu jedem {\displaystyle a\in A} gibt es höchstens einen Funktionswert).
Für {\displaystyle (a,b)\in f} schreibt man suggestiver {\displaystyle f(a)=b}. Damit sind auch diese Begriffe auf die {\displaystyle \in }-Beziehung zurückgeführt. Damit lassen sich weitere Begriffe wie Äquivalenzrelation, injektive Funktion, surjektive Funktion, bijektive Funktion und vieles mehr definieren.
Quotientenmenge
Ist eine Äquivalenzrelation {\displaystyle \sim } auf einer Menge {\displaystyle M} gegeben, lässt sich zunächst die Äquivalenzklasse eines Elements {\displaystyle a\in M} definieren:
{\displaystyle [a]:=\{x\in M\mid a\sim x\}}
Die Menge aller Äquivalenzklassen von {\displaystyle \sim } wird Quotientenmenge genannt:
{\displaystyle M/{\sim }:=\{[a]\mid a\in M\}}
Sagt die Äquivalenzrelation z. B. aus, dass zwei Schüler in dieselbe Klasse gehen, dann ist die Äquivalenzklasse eines Schülers seine Schulklasse und die Quotientenmenge die Menge der Schulklassen der Schule.
Natürliche Zahlen
Nach John von Neumann kann man die natürlichen Zahlen in der Mengenlehre wie folgt definieren:
{\displaystyle {\begin{alignedat}{3}0&:=&&\quad \emptyset \\1&:=\{0\}&&=\{\emptyset \}\\2&:=\{0,1\}&&=\{\emptyset ,\{\emptyset \}\}\\3&:=\{0,1,2\}&&=\{\emptyset ,\{\emptyset \},\{\emptyset ,\{\emptyset \}\}\}\\\vdots &&&\\n+1&:=\{0,1,\ldots ,n\}&&=n\cup \{n\}\\\vdots &&&\\\mathbb {N} &:=\{0,1,2,3,\ldots \},&&{\text{ wobei }}\bigcup \mathbb {N} =\mathbb {N} \end{alignedat}}}
Damit sollte klar sein, wie man mittels obiger Definitionen alle weiteren Begriffe der Mathematik auf den Mengenbegriff zurückführen kann.
Mächtigkeit und Kardinalzahl
Mit den Begriffen der bijektiven Funktion und der Äquivalenzrelation lässt sich nun auch die eingangs erwähnte Mächtigkeit einer Menge definieren. Die Mächtigkeit oder Kardinalität einer Menge {\displaystyle A} wird mit {\displaystyle |A|} (zuweilen auch {\displaystyle \#A}) bezeichnet. Eine Menge heißt endlich, wenn sie gleichmächtig zu einer natürlichen Zahl ist, dann ist {\displaystyle |A|} die Anzahl der Elemente von {\displaystyle A}. Damit ist der Begriff Kardinalzahl eine Verallgemeinerung der Elementanzahl einer (endlichen) Menge. Unter Einbeziehung der Arithmetik der Kardinalzahlen wird die Mächtigkeit der Potenzmenge von {\displaystyle A}, auch bei unendlichen Mengen, mit {\displaystyle 2^{|A|}} bezeichnet.

## Gesetzmäßigkeiten
Die Menge {\displaystyle {\mathcal {P}}(X)} ist bezüglich der Relation {\displaystyle \subseteq } partiell geordnet, denn für alle {\displaystyle A,B,C\subseteq X} gilt:
- Reflexivität: {\displaystyle A\subseteq A}
- Antisymmetrie: Aus {\displaystyle A\subseteq B} und {\displaystyle B\subseteq A} folgt {\displaystyle A=B}
- Transitivität: Aus {\displaystyle A\subseteq B} und {\displaystyle B\subseteq C} folgt {\displaystyle A\subseteq C}

Die Mengen-Operationen Schnitt {\displaystyle \cap } und Vereinigung {\displaystyle \cup } sind kommutativ, assoziativ und zueinander distributiv:
- Assoziativgesetz:
  - {\displaystyle \left(A\cup B\right)\cup C=A\cup \left(B\cup C\right)} und
  - {\displaystyle \left(A\cap B\right)\cap C=A\cap \left(B\cap C\right)}
- Kommutativgesetz:
  - {\displaystyle A\cup B=B\cup A} und
  - {\displaystyle A\cap B=B\cap A}
- Distributivgesetz:
  - {\displaystyle A\cup \left(B\cap C\right)=\left(A\cup B\right)\cap \left(A\cup C\right)} und
  - {\displaystyle A\cap \left(B\cup C\right)=\left(A\cap B\right)\cup \left(A\cap C\right)}
- De Morgansche Gesetze:
  - {\displaystyle \left(A\cup B\right)^{\complement }=A^{\complement }\cap B^{\complement }} und
  - {\displaystyle \left(A\cap B\right)^{\complement }=A^{\complement }\cup B^{\complement }}
- Absorptionsgesetz:
  - {\displaystyle A\cup \left(A\cap B\right)=A} und
  - {\displaystyle A\cap \left(A\cup B\right)=A}

Für die Differenzmenge gelten folgende Gesetzmäßigkeiten:
- Assoziativgesetze:
  - {\displaystyle (A\setminus B)\setminus C=A\setminus (B\cup C)} und
  - {\displaystyle A\setminus (B\setminus C)=(A\setminus B)\cup (A\cap C)}
- Distributivgesetze:
  - {\displaystyle (A\cap B)\setminus C=(A\setminus C)\cap (B\setminus C)} und
  - {\displaystyle (A\cup B)\setminus C=(A\setminus C)\cup (B\setminus C)} und
  - {\displaystyle A\setminus (B\cap C)=(A\setminus B)\cup (A\setminus C)} und
  - {\displaystyle A\setminus (B\cup C)=(A\setminus B)\cap (A\setminus C)}

Für die symmetrische Differenz gelten folgende Gesetzmäßigkeiten:
- Assoziativgesetz: {\displaystyle (A\mathbin {\triangle } B)\mathbin {\triangle } C=A\mathbin {\triangle } (B\mathbin {\triangle } C)}
- Kommutativgesetz: {\displaystyle A\mathbin {\triangle } B=B\mathbin {\triangle } A}
- Distributivgesetz: {\displaystyle (A\mathbin {\triangle } B)\cap C=(A\cap C)\mathbin {\triangle } (B\cap C)}
- neutrales Element: {\displaystyle A\mathbin {\triangle } \emptyset =A}
- Inverse: {\displaystyle A\mathbin {\triangle } A=\emptyset }